# 比较政治研究
《比较政治研究》（Comparative Political Studies）是一份1968年起發行的學術期刊。該期刊每月出版一次，內容為探討比較政治學的相關內容。現時，期刊的主編是美國明尼蘇達大學的James A. Caporaso。據2012年發佈的期刊引證報告指，《比较政治研究》的影響因子為1.673，在157份「政治科學」期刊中排名第16。

## 資料來源
1. ↑  . . Web of Science Social Sciences. Thomson Reuters. 2013.

## 外部連結
- 官方网站